# Wambola (Schiff, 1978)
Die Wambola (Kennung: A433) wurde unter dem Namen Lossen (Kennung: N44) als zweites Schiff der Lindormen-Klasse der dänischen Marine gebaut. Sie gehört inzwischen, wie das Schwesterschiff Tasuja, der estnischen Marine an.

## Geschichte
Die damalige Lossen wurde 1977 als zweites und letztes Schiff ihrer Klasse auf der Svendborg Værft gebaut. In den Jahren 1978 bis 2004 wurde sie von der dänischen Marine eingesetzt.
Das Schiff wurde 2006 als Kristiina von der estnischen Marineakademie übernommen, die es aber nicht finanzieren konnte. Daraufhin gelangte es 2009 in den Besitz der estnischen Streitkräfte. Dort verblieb es (anders als das Schwesterschiff) zunächst in Reserve, bis es 2016 von der estnischen Marine wieder in Dienst gestellt wurde.

## Erste Dienstzeit (dänische Marine)
Das Schiff wurde am 14. Juni 1978 unter dem Namen Lossen von der dänischen Marine in Dienst gestellt. In den folgenden Jahren wurde es hauptsächlich als Minenleger eingesetzt, übernahm aber auch Aufgaben als Kommando- und Versorgungsschiff (z. B. beim NATO-Anti-Minenverband). Nach 26 Einsatzjahren in Dänemark wurde das Schiff am 22. Oktober 2004 außer Dienst gestellt.

## Zweite Dienstzeit (estnische Marine)
Im Jahr 2009 wurde das Schiff von den estnischen Seestreitkräften übernommen und verblieb dort zunächst in Reserve. Erst am 1. November 2016 wurde es, als Wambola, wieder in Dienst genommen. Das Schiff dient der estnischen Marine heute als Kommando- und Basisschiff für die Minentaucher.

### Aufgaben
- Plattform für Einsätze und Ausbildung der „EOD Tuukrigrupp“
- Sicherheit und Freiheit in estnischen Gewässern gewährleisten
- Seenotrettungsdienst
- Vertretung Estlands bei internationalen Übungen und Operationen
- Plattform für Durchführung von Grundkursen bei angehenden Matrosen

### Schiffswappen
Das Wappen stellt einen schwarzen Kiel auf einem silbernen Hintergrund mit einem goldenen Morgenstern im Zentrum dar. Der Morgenstern wurde von den Esten im Altertum als Waffe benutzt, auf dem Wappen symbolisiert er ihren Kampfgeist und ihre Stärke. Das Schiffsmotto lautet in Latein Ad unquem – auf Deutsch „Auf den Nagelkopf“. Das Wappen wurde bereits im Jahr 2000 von Priit Herodes für die Cuxhaven entworfen, die unter estnischer Flagge ebenfalls den Namen Wambola getragen hatte.
Im Jahr 2016 wurde ein Kooperationsvertrag zwischen dem Stadtrat von Kunda und der Wambola unterzeichnet. Dieser gibt dem Schiff das Recht zum Tragen des Stadtwappens von Kunda, während man als Gegenleistung die Stadt in ausländischen Häfen vorstellt. Die Wambola trat hierbei die Nachfolge ihres Schwesterschiffs Tasuja an, das seit 2006 eine Partnerschaft mit Kunda gepflegt hatte.

### Kommandanten
- Vanemleitnant Ermo Jeedas (2016–2017)
- Vanemleitnant/Kaptenmajor Tanel Kangro (2017–2019)
- Kaptenmajor Deniss Tulin (2019–2020)
- Kaptenmajor Ermo Jeedas (2020–2021)
- Vanemleitnant Krister Sooväli (2021–2023)
- Vanemleitnant Taavi Käosaar (2023–2024)
- Vanemleitnant/Kaptenmajor Mati Jänes (seit 2024)